# Balaeniceps rex
Il becco a scarpa (Balaeniceps rex Gould, 1850) è un grande uccello pelecaniforme, unica specie vivente della famiglia Balaenicipitidae e del genere Balaeniceps.
Il suo nome deriva dal suo grande becco dalla vaga forma di una scarpa. A causa della sua anatomia, in passato fu classificato come un Ciconiiformes, sebbene tutt'oggi le sue vere affiliazioni con gli altri uccelli siano piuttosto ambigue. Oggi alcuni ricercatori lo classificano come un Pelecaniformes. Gli esemplari adulti presentano un piumaggio grigio cenere, mentre i nidiacei presentano una peluria marroncina. Vive negli ambienti tropicali dell'est dell'Africa, nelle grandi paludi dal Sudan allo Zambia.

## Descrizione

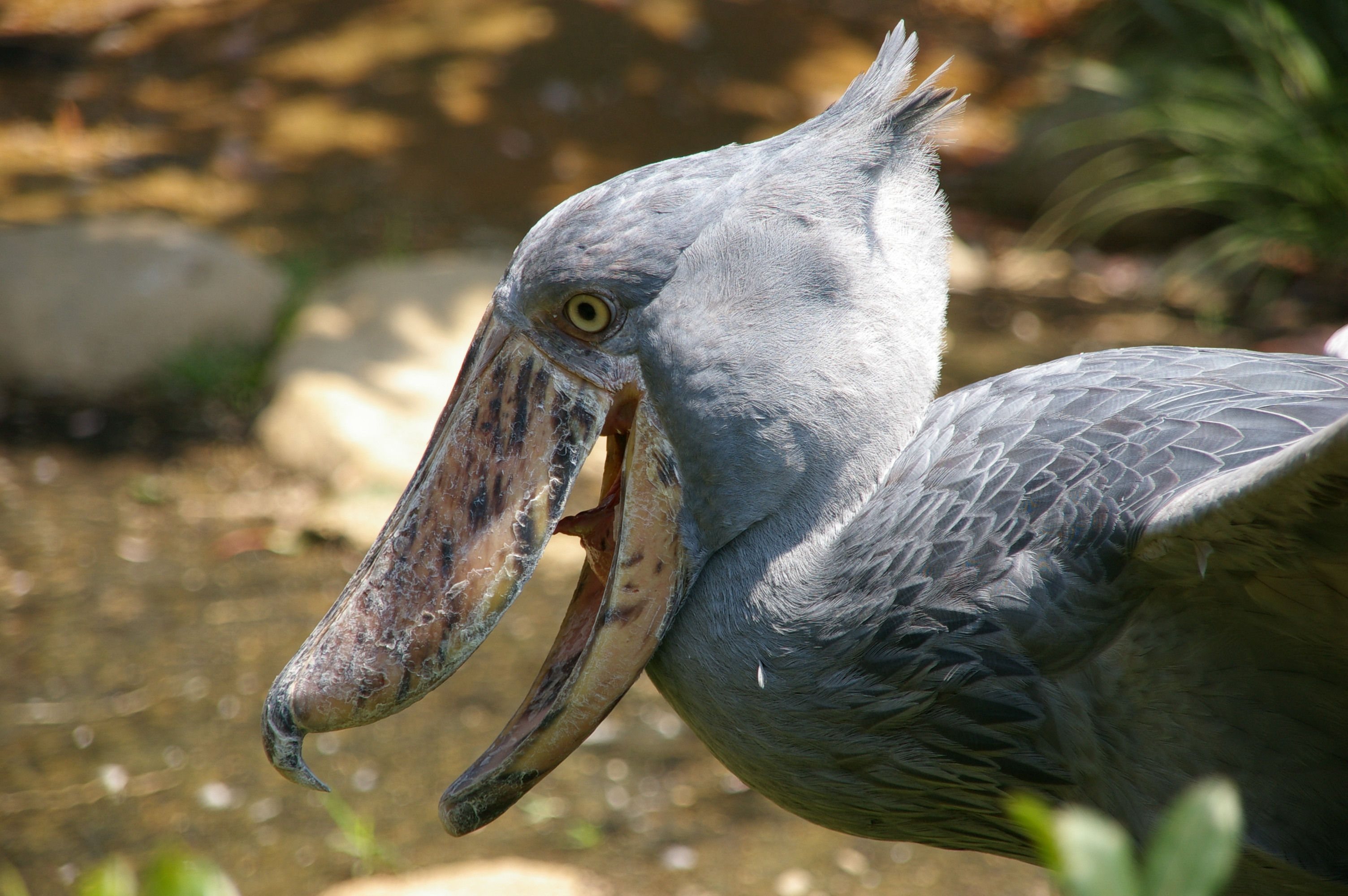
Il vistoso becco a scarpa è la sua caratteristica distintiva

Il becco a scarpa si distingue per la mole notevole, il collo tarchiato e la grossa testa. È un uccello alto, la cui altezza può variare dai 110 ai 140 centimetri, e alcuni esemplari possono raggiungere anche i 152 centimetri. La lunghezza corporea, dalla coda alla punta del becco, può variare da 100 a 140 centimetri, mentre l'apertura alare è di 230-260 centimetri. Il peso varia da 4 a 7 kg. I maschi sono più grandi e pesanti delle femmine raggiungendo un peso medio di 5,6 kg, rispetto alle femmine che normalmente arrivano a 4,9 kg di peso.

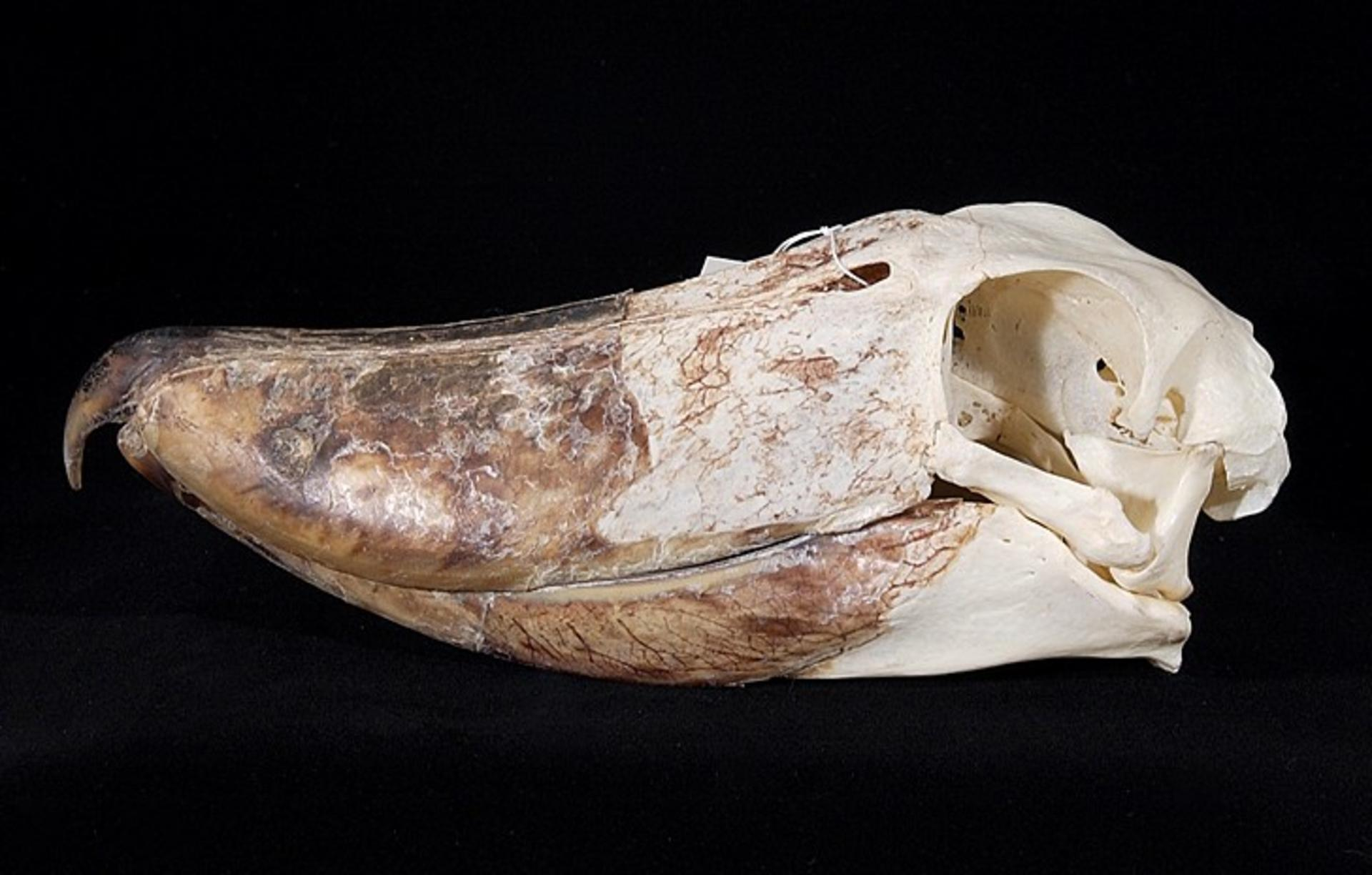
Il cranio

La caratteristica distintiva della specie è il suo enorme becco bulboso, che ricorda vagamente uno zoccolo di legno, di colore paglierino con macchie grigiastre irregolari. Il culmen esposto (la lunghezza del becco lungo la parte superiore della mascella) è di 18.8-24 centimetri, rendendolo il terzo becco più lungo tra gli uccelli esistenti dopo pellicani e cicogne di grandi dimensioni, e superando il becco dei pellicani in circonferenza, specialmente se viene presa in considerazione anche la parte cheratinosa del becco. Come nei pellicani, la mascella è fortemente carenata e termina con un uncino appuntito. L'ampia mandibola, invece, è rivestita da una membrana coriacea. Le zampe di colore scuro sono piuttosto lunghe, il cui tarso può raggiungere dai 21.7 ai 25.5 centimetri. I piedi del becco a scarpa sono eccezionalmente larghi e non presentano palmatura, e il solo dito medio può raggiungere dai 16.8 ai 18.5 centimetri di lunghezza, aiutando l'animale a farsi strada nella fitta vegetazione acquatica del suo habitat mentre caccia. Il collo è relativamente corto e più spesso di altri trampolieri dalle lunghe zampe, come aironi e gru. Le ali sono larghe, con una lunghezza alare (la lunghezza presa dal polso alle penne primarie, quando l'uccello tiene le ali chiuse) compresa tra i 58.8 e i 78 centimetri, e ben adattate al volo planato.
Il piumaggio degli adulti è di colore blu-grigio, mentre le penne remiganti e le timoniere sono più scure. Il petto presenta piume allungate, che hanno calami più scuri. L'occipite è marcato dalla presenza di un breve ciuffo di penne. L'iride è gialla in entrambi i sessi. I giovani hanno una livrea simile a quella degli adulti, ma sono più scuri e con sfumature marroncine. Alla nascita, il becco è di dimensioni più modeste, ed è di colore grigio-argenteo. Il becco diventa più grande quando i pulcini raggiungono i 23 giorni di vita, sviluppandosi completamente entro 43 giorni.

### Volo

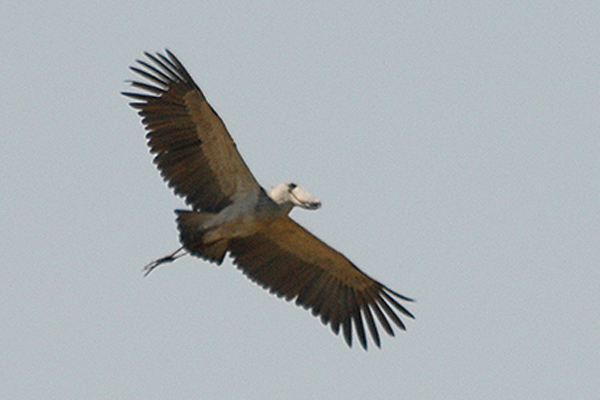
In volo

Durante il volo le ali vengono tenute piatte e, come nei pellicani e nelle cicogne del genere Leptoptilos, il becco a scarpa vola con il collo retratto sul dorso. La frequenza durante il volo battuto è di circa 150 battiti al minuto, è una delle più lente di qualsiasi uccello, a eccezione delle specie di cicogne più grandi.  Alterna cicli di volo battuto e planata di circa sette secondi ciascuno, con una lunghezza di planata intermedia tra quella delle cicogne più grandi e quella del condor andino (Vultur gryphus). Quando vengono costretti alla fuga, di solito, cercano di volare non più di 100-500 metri. I becchi a scarpa percorrono raramente grandi distanze in volo, e compiono di rado voli oltre la loro distanza minima di 20 metri per nutrirsi. Sono uccelli che prediligono vivere al suolo, dove nidificano e dormono, spiccando raramente il volo a meno che non vengano spaventati, cercando rifugio sui rami degli alberi.
A distanza ravvicinata, il becco a scarpa può essere facilmente identificato dalle sue caratteristiche uniche. In volo, se il suo caratteristici becco non è visibile, la sua sagoma ricorda quella di una cicogna o di un condor; le sue piume, però, sono di un caratteristico grigio-blu. La coda è dello stesso colore delle ali. In cattive condizioni visive, le sue dimensioni e l'apertura alare larga possono distinguerlo dagli altri uccelli del suo habitat. Le zampe, lunghe all'incirca come quelle di una cicogna, si estendono all'indietro ben oltre la coda quando è in volo.

## Distribuzione e habitat

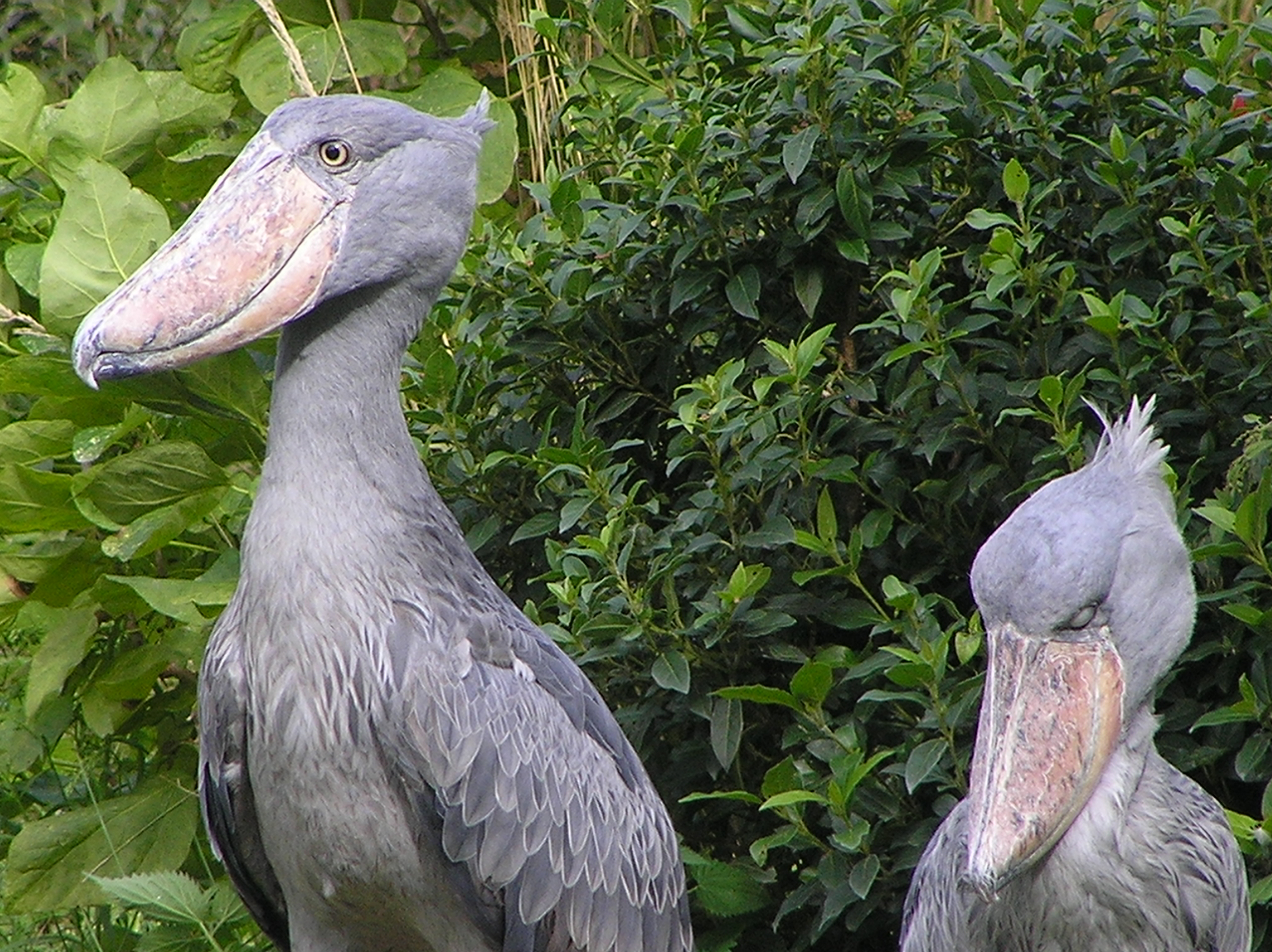
Una coppia di becchi a scarpa

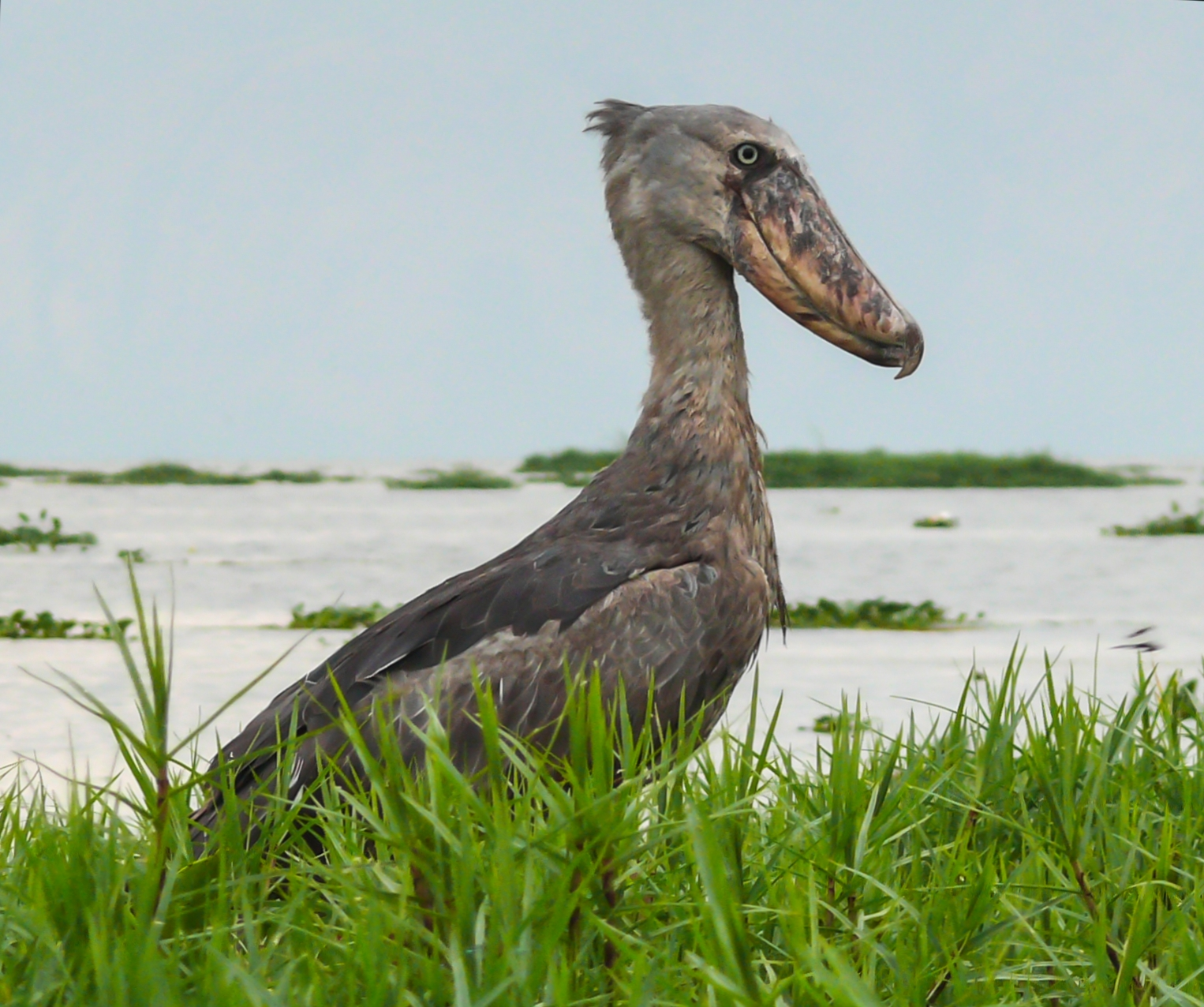
Un becco a scarpa al Lago Alberto, Uganda

Il becco a scarpa vive primariamente nelle paludi d'acqua dolce dell'Africa tropicale centrale, dal Sudan meridionale e dal Sudan del Sud attraverso parte del Congo orientale, Ruanda, Uganda, Tanzania occidentale e Zambia settentrionale. La specie è più numerosa nella sub-regione del Nilo occidentale e nel Sudan del Sud (in particolare il Sudd, principale roccaforte della specie); vi sono popolazioni significative anche nelle zone umide dell'Uganda e della Tanzania occidentale. Sono stati riportati avvistamenti più isolati di becchi da scarpa in Kenya, Repubblica Centrafricana, Camerun settentrionale, sud-ovest dell'Etiopia e Malawi. Sono stati avvistati anche esemplari vagranti nel bacino dell'Okavango, nel Botswana e nella parte superiore del fiume Congo. La distribuzione di questa specie sembra coincidere in gran parte con quella del papiro e dei dipnoi africani. L'animale si trova spesso in aree di pianure alluvionali intervallate da papiri e canneti. Tendono a evitare le acque troppo profonde a meno che non vi sia un letto di vegetazione galleggiante. Prediligono anche gli acquitrini dove l'acqua è scarsamente ossigenata. Ciò fa sì che i pesci emergano più spesso per respirare aria, aumentando le probabilità di cattura da parte del becco a scarpa. Il becco a scarpa non è un uccello migratore, e compie solo movimenti stagionali limitati in base ai cambiamenti dell'habitat, alla disponibilità di cibo e all'interferenza umana.
I petroglifi di Oued Djerat, Algeria orientale, mostrano che il becco a scarpa apparve durante l'Olocene inferiore molto più a nord, nelle zone umide che coprivano l'attuale deserto del Sahara.
Il becco a scarpa predilige come dimora le paludi d'acqua dolce estese e dense. Quasi tutte le zone umide in cui nidifica questo uccello sono ricche di papiro Cyperus papyrus, e canneti di Phragmites e Typha. Sebbene la loro distribuzione sembri in gran parte corrispondere alla distribuzione del papiro nell'Africa centrale, la specie sembra evitare le paludi composte solamente da papiro, ed è più attratta da aree con vegetazione mista. Più raramente, la specie è stata avvistata in cerca di cibo nelle risaie e nelle piantagioni allagate.

## Tassonomia

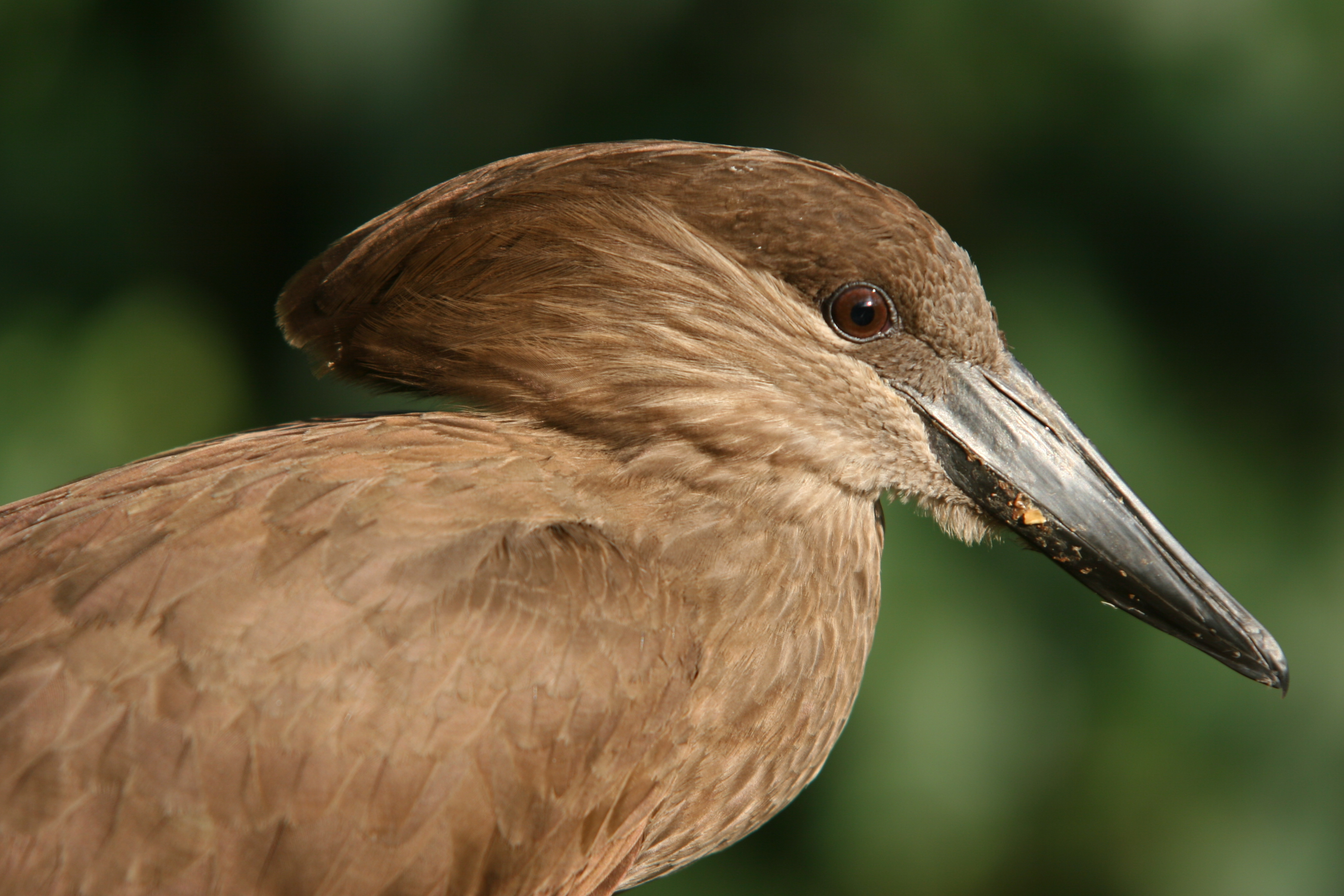
Studi molecolari hanno dimostrato che l'umbretta è il parente più stretto del becco a scarpa

Il becco a scarpa era già ben noto sia agli antichi egizi sia agli arabi, ma venne classificato solo nel XIX secolo, dopo che alcune pelli, e in seguito anche degli esemplari vivi, furono portati in Europa. John Gould descrisse l'animale nel 1850, dandogli il nome di Balaeniceps rex. Il nome del genere deriva dalle parole latine balaena ossia "balena", e caput ossia "testa", abbreviato in -ceps per comporre il nome.
Originariamente classificato come una cicogna (Ciconiiformes), la sua classificazione rimase invariata nella tassonomia di Sibley-Ahlquist, il cui "Ciconiiformes" raggruppava un enorme numero di taxa non correlati tra di loro. Più recentemente, il becco a scarpa è stato avvicinato ai pellicani (sulla base di confronti anatomici) o agli aironi (sulla base di prove biochimiche). L'analisi microscopica della struttura del guscio delle uova condotta da Konstantin Mikhailov, nel 1995, ha rilevato che i gusci delle uova dei becchi a scarpa somigliavano molto a quelli di altri Pelecaniformi, avendo una copertura di materiale microglobulare molto spesso sui gusci cristallini. Un recente studio sul DNA rafforza la loro appartenenza a Pelecaniformes.
Finora, sono stati descritti due parenti fossili del becco a scarpa: Goliathia risalente all'Oligocene inferiore dell'Egitto, e Paludavis dal Miocene inferiore sempre dall'Egitto. È stato suggerito che anche l'enigmatico Eremopezus possa essere un suo parente, ma le prove di ciò non sono confermate. Tutto ciò che si conosce di Eremopezus è che era un grande uccello africano, probabilmente incapace di volare e dai piedi flessibili.

## Biologia

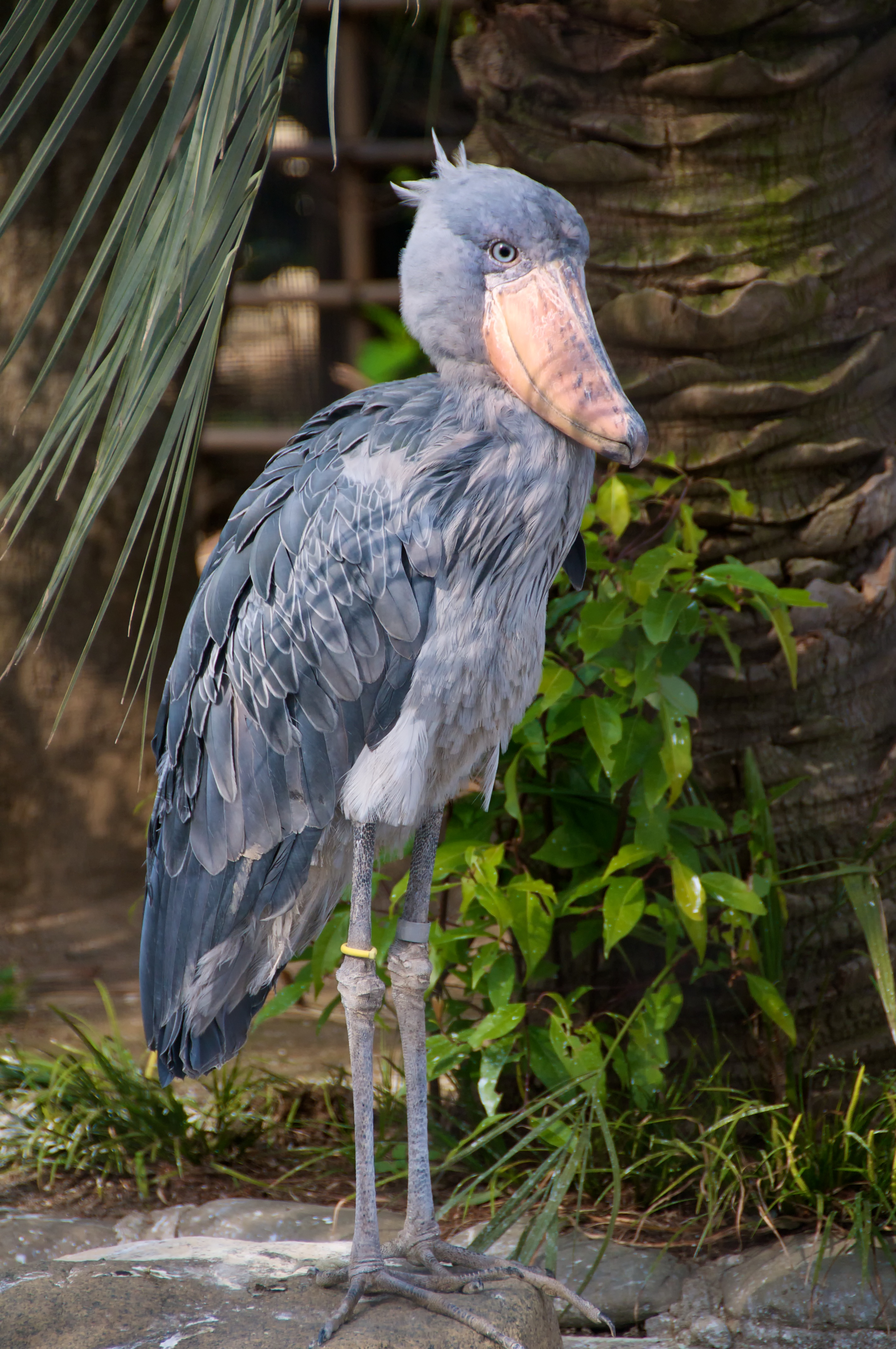
Un becco a scarpa, all'Ueno Zoo, Tokyo

Il becco a scarpa è noto per i suoi movimenti lenti e la tendenza a rimanere fermo per lunghi periodi in attesa della perfetta occasione per colpire la sua preda, il che ha portato a descrizioni della specie, come "a forma di statua". Questi uccelli sono abbastanza sensibili ai disturbi umani e possono abbandonare i loro nidi se scoperti dagli umani. Tuttavia, durante la caccia, se tra l'animale e le persone vi è una fitta vegetazione a garantire una qualche sorta di protezione per il volatile, questo trampoliere mantiene un comportamento piuttosto docile. Il becco a scarpa è attratto da acque scarsamente ossigenate, che costringono i pesci ad affiorare spesso per respirare. Nonostante la sua mole notevole, il becco a scarpa si appollaia spesso sulla vegetazione fluttuante, facendolo apparire un po' come una jacana gigante, sebbene l'airone golia (Ardea goliath), di dimensioni simili e occasionalmente simpatrico, è anch'esso noto per appollaiarsi sulla vegetazione acquatica galleggiante. I becchi a scarpa tipicamente si nutrono in acque fangose e, essendo solitari, cercano il cibo a 20 metri o più l'uno dall'altro, anche in aree densamente popolate. Questa specie insegue la sua preda pazientemente, in modo lento e silenzioso. Durante la caccia il becco a scarpa avanza molto lentamente, rimanendo a tratti immobile, e non distogliendo mai lo sguardo dal suo obiettivo, in quanto questi uccelli cacciano interamente facendo affidamento sulla vista. Quando la preda viene individuata ed è alla sua portata, l'animale scatta in avanti con tutto il corpo, quasi tuffandosi in acqua, lanciando in avanti il becco e catturando la preda. Questo gesto viene anche chiamato "collasso". Tuttavia, a seconda delle dimensioni della preda, il becco a scarpa può impiegare fino a 10 minuti per sottometterla e ingoiarla. Circa il 60% dei colpi è di successo. Spesso insieme alla preda, il becco a scarpa afferra anche acqua e vegetazione circostante, che fuoriuscirà dai bordi del becco. Talvolta, l'attività degli ippopotami può inavvertitamente giovare al becco a scarpa, poiché quest'ultimi quando nuotano sul fondale possono spingere i pesci in superficie.

### Dieta

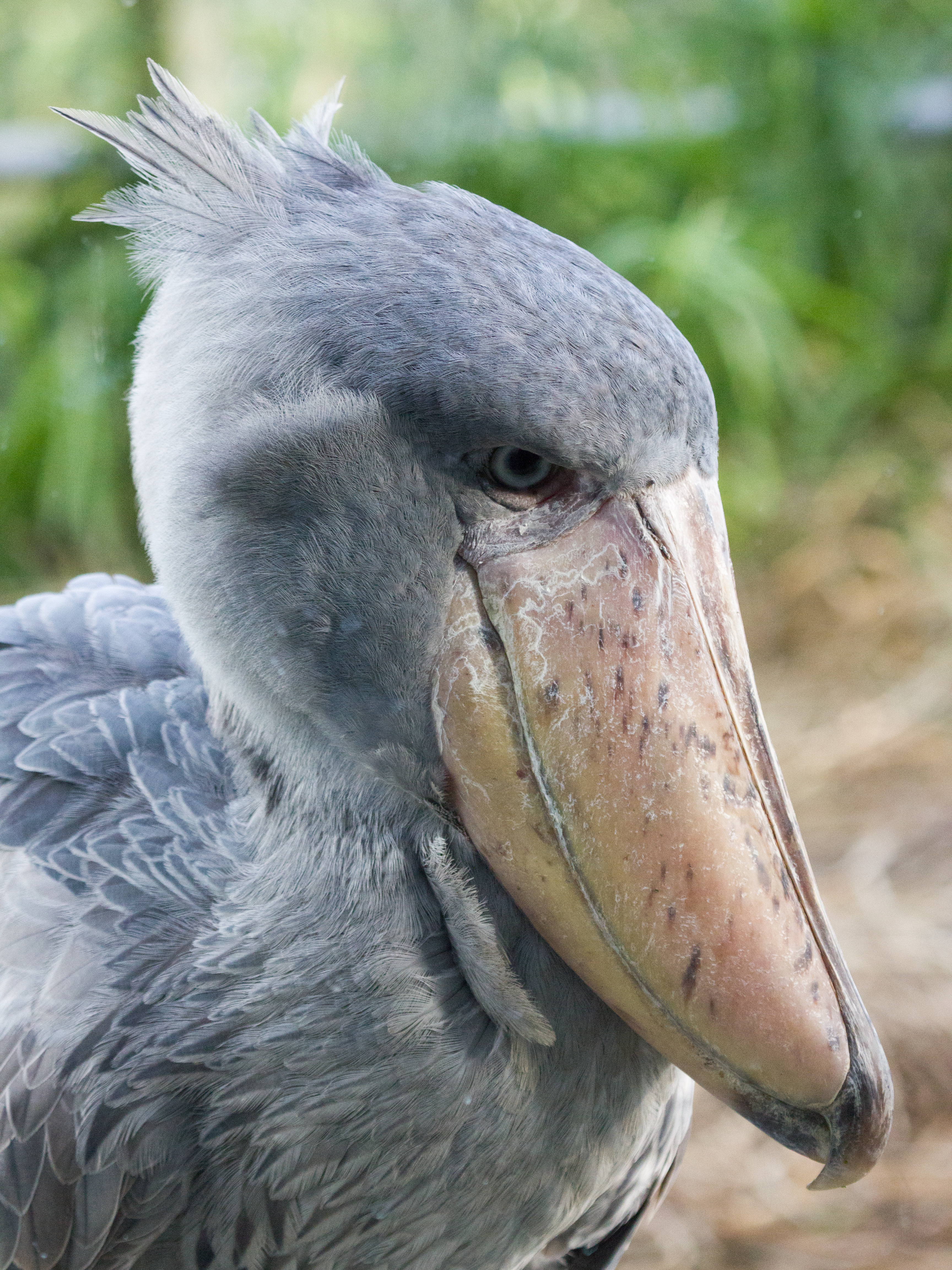
Primo piano di un becco a scarpa

I becchi a scarpa sono perlopiù piscivori, sebbene si nutrano anche di una vasta gamma di vertebrati di piccole-medie dimensioni delle zone umide. Secondo quanto riferito, le prede preferite da questo uccello includono il protottero etiopico (Protopterus aethiopicus), il bichir del Senegal (Polypterus senegalus) e varie specie di Tilapia e pesci gatto, quest'ultimo principalmente nel genere Clarias. Altre specie predate da questo grande uccello includono rane, serpenti acquatici, varani del Nilo (Varanus niloticus) e piccoli coccodrilli. Più raramente vengono predati anche tartarughe, lumache, roditori e piccoli uccelli acquatici. Secondo un rapporto non confermato, un becco a scarpa è stato osservato mentre si nutriva di un giovane lichi (Kobus leche). Dato il suo becco affilato, e dall'ampia apertura, il becco a scarpa può cacciare prede di grandi dimensioni, spesso prendendo di mira prede più grandi di quelle cacciate da altri grandi trampolieri. I pesci consumati da questa specie hanno solitamente dimensioni comprese tra i 15 e i 50 centimetri di lunghezza, per un peso di circa 500 grammi, sebbene siano stati osservati becchi a scarpa predare dipnoi lunghi fino a 1 metro. Anche i serpenti predati da questo uccello generalmente non superano i 60 centimetri. Nelle paludi di Bangweulu della Zambia, le prede principali date ai piccoli dai genitori sono i pesci gatto Clarias gariepinus (sin. C. mossambicus) e serpenti acquatici. In Uganda, il dipno africano e il pesce gatto sono tra le prede principali date dai genitori ai pulcini. Il grande becco è talvolta usato per scavare nel fango del fondale degli stagni per estrarre i dipnoi dalle loro tane per l'estivazione.

### Riproduzione

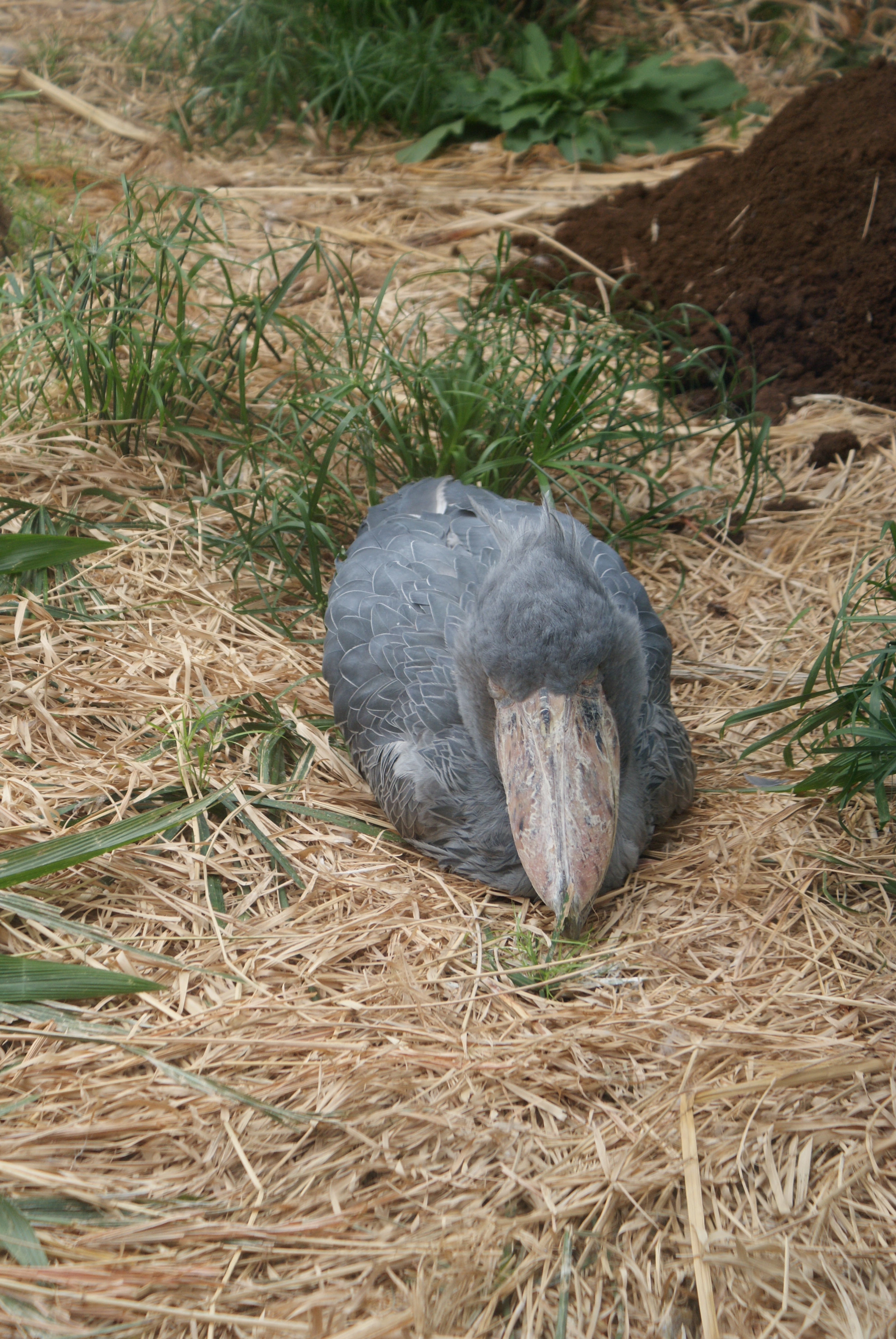
Un esemplare accovacciato nel suo nido, allo Zoo di Praga, Repubblica Ceca

La natura solitaria dei becchi a scarpa si estende anche nelle loro abitudini riproduttive. I nidi sono ben distanziati tra di loro, e tipicamente vi sono meno di tre nidi per chilometro quadrato, a differenza di aironi, cormorani, pellicani e cicogne che tendono a nidificare in grandi colonie. I becchi a scarpa formano coppie monogame, ed entrambi i sessi difendono vigorosamente un territorio da 2 a 4 km² dai conspecifici. All'estremo nord e sud dell'areale della specie, la nidificazione inizia subito dopo la fine delle piogge. Nelle regioni più centrali del loro areale, invece, questi animali possono nidificare verso la fine della stagione umida, in modo che i loro pulcini si schiudano all'inizio della successiva stagione delle piogge. Entrambi i genitori si impegnano a costruire il nido su una piattaforma galleggiante, dopo aver liberato un'area di circa 3 metri di diametro. La grande piattaforma di nidificazione è piatta, e spesso è parzialmente immersa nell'acqua, e può essere profonda fino a 3 m. Il nido stesso è largo da 1 a 1,7 metri. Sia il nido che la piattaforma sono costituiti da vegetazione acquatica, rami e fango. In Sudan, i nidi erano in grado di sostenere il peso di un uomo adulto, anche se i nidi costruiti in Zambia non sembrano essere altrettanto robusti. Una volta costruito il nido, la femmina depone da 1 a 3 uova bianche. Queste uova misurano da 80 a 90 millimetri di altezza, da 56 a 61 millimetri e pesano circa 164 grammi. L'incubazione dura circa 30 giorni. Entrambi i genitori covano, ombreggiano, proteggono e nutrono attivamente i nidiacei, sebbene le femmine siano leggermente più attente alla prole. Il cibo viene rigurgitato intero dalla gola del genitore direttamente nel becco del pulcino. I becchi a scarpa raramente allevano più di un pulcino a covata, anche se più uova dovessero schiudersi. I pulcini più giovani sono generalmente più deboli, e vengono attaccati dal pulcino più grande e ignorati dai genitori, morendo a seguito di mancanza di cure. I pulcini più giovani vengono tenuti come "rimpiazzi" nel caso in cui il pulcino più grande muoia o sia troppo debole. L'involo viene raggiunto intorno ai 105 giorni, e i giovani uccelli possono iniziare a volare entro i 112 giorni. Tuttavia, in questo periodo vengono ancora nutriti da genitori per un altro mese. Ci vorranno tre anni prima che diventino completamente maturi sessualmente.

### Verso
Il becco a scarpa è normalmente silenzioso, ma una volta nel proprio nido si cimenta in esibizioni piuttosto rumorose. Quando si esibisce in questo modo, gli uccelli adulti emettono suoni simili a un muggito e pianti acuti. Sia i nidiacei che gli adulti emettono questi suoni durante la stagione della nidificazione come mezzo di comunicazione. Quando i giovani chiedono cibo, gridano con un suono stranamente simile a un singhiozzo umano, e mordono i piedi degli adulti. Durante un avvistamento, un uccello adulto in volo è stato sentito emettere gracidii rauchi, apparentemente come segno di aggressività nei confronti di un marabù (Leptoptilos crumeniferus) che si era avvicinato troppo al nido.

## Conservazione

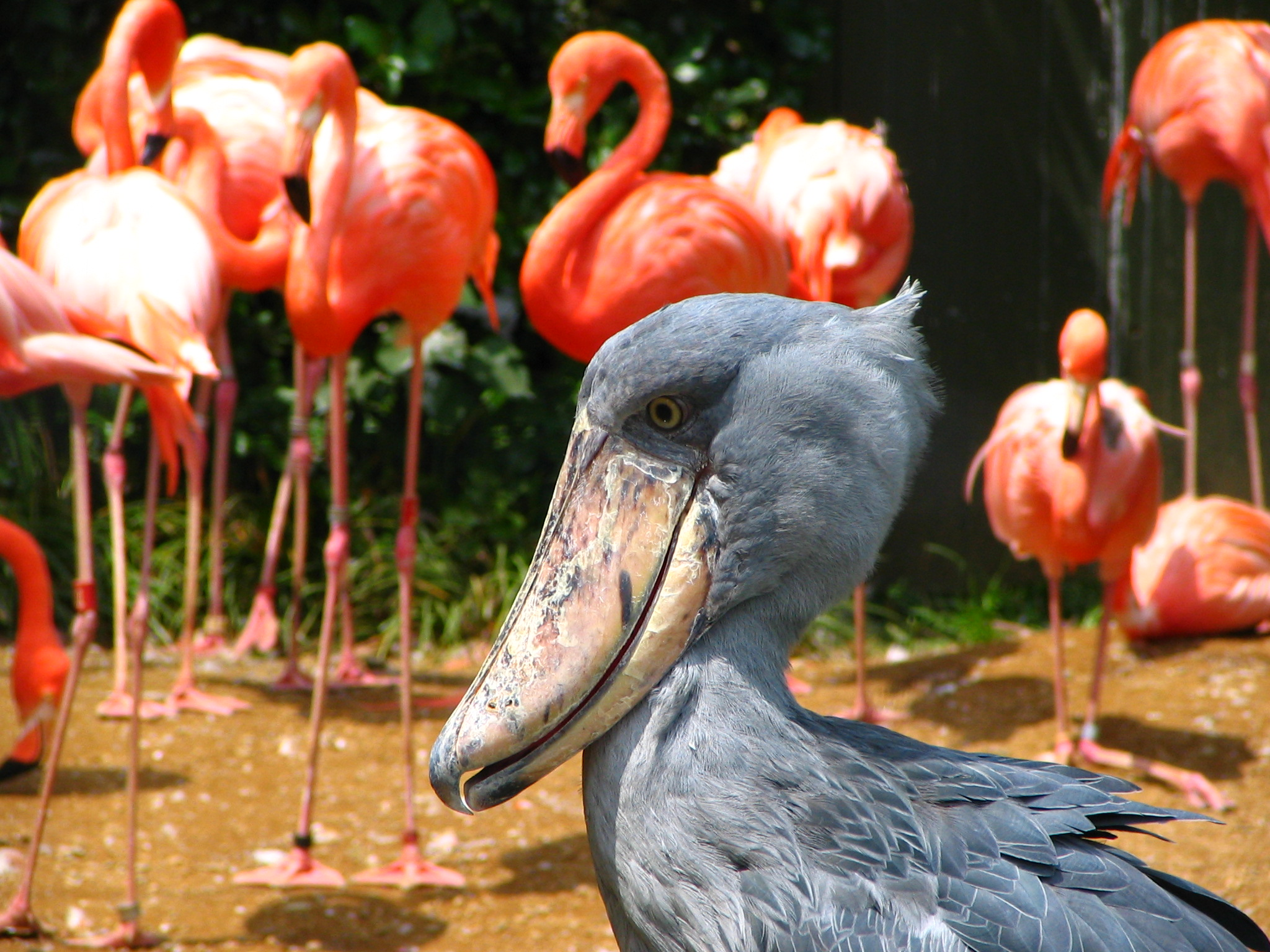
Un esemplare insieme a dei fenicotteri rossi, al Ueno Zoo, Tokyo

La popolazione di becchi a scarpa è stimata tra i 5.000 e gli 8.000 individui, la maggior parte dei quali vive nelle paludi del Sudan del Sud, dell'Uganda, della Repubblica Democratica del Congo orientale e dello Zambia. Vi è anche una popolazione vitale nelle zone umide di Malagarasi in Tanzania. La BirdLife International ha classificato questo uccello come Vulnerabile, con le principali minacce rappresentate dalla distruzione dell'habitat, dal disturbo umano e dalla caccia. L'uccello è elencato nell'Appendice II della Convention on International Trade in Endangered Species of Wild Fauna and Flora (CITES).

### Interazioni con l'uomo
Questa specie è considerata uno dei cinque uccelli più desiderabili in Africa dai birdwatcher. Sono docili con gli umani e non mostrano comportamenti aggressivi. Alcuni ricercatori sono stati in grado di osservare un uccello nel suo nido a una distanza ravvicinata (meno di 2 metri).